# Philip Pullman

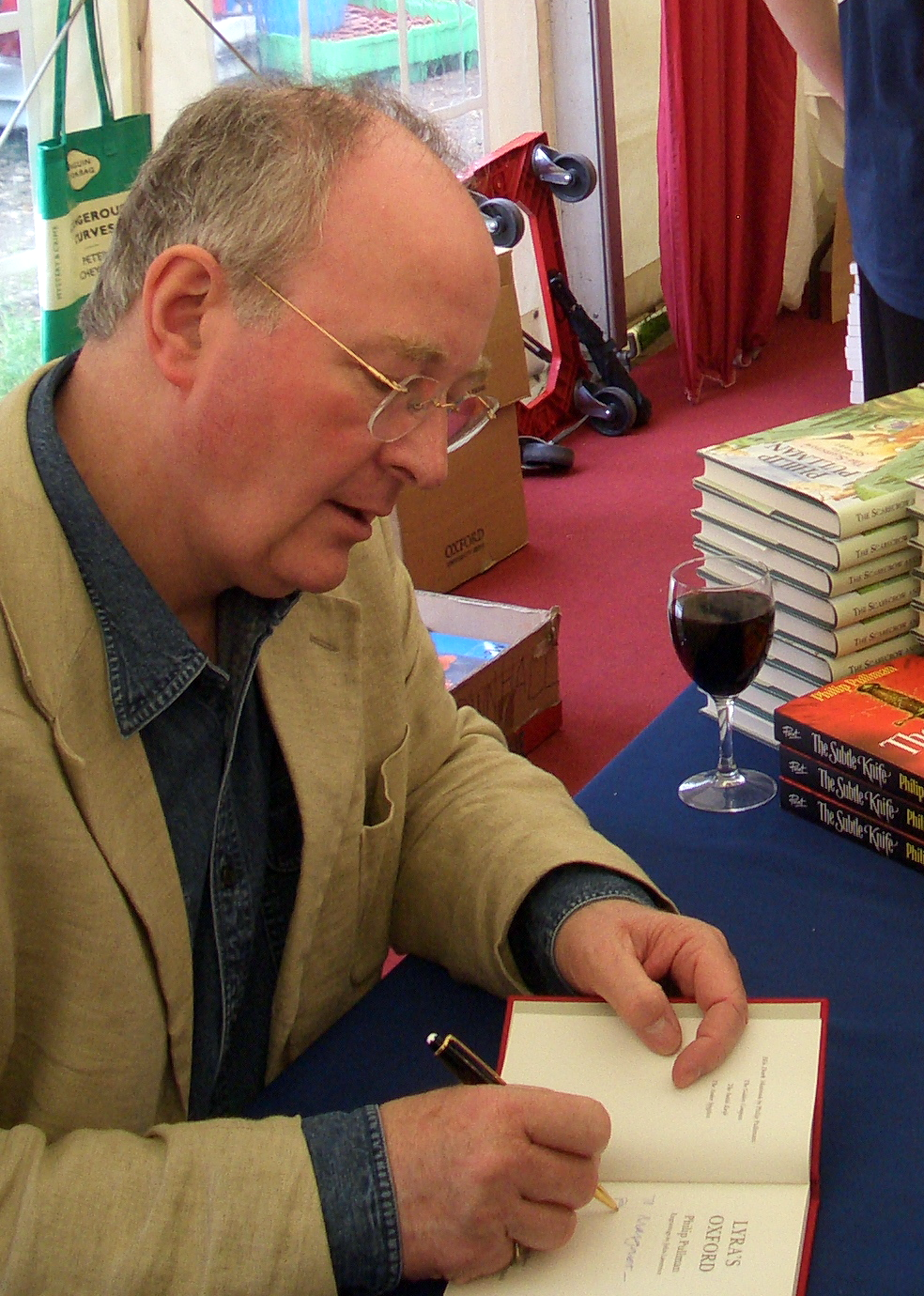
Philip Pullman im April 2005

Sir Philip Pullman CBE (* 19. Oktober 1946 in Norwich, Großbritannien) ist ein britischer Schriftsteller.

## Biografie
Pullman verbrachte seine Kindheit in Rhodesien – dem heutigen Simbabwe –, Australien, London und Wales. Er studierte Anglistik am Exeter College in Oxford und war später Lehrer an einer Mittelschule, dann Literaturdozent am Westminster College in Oxford, wo er bis heute lebt. Er ist verheiratet und hat zwei Kinder.
Berühmt wurde Pullman durch seine Trilogie His Dark Materials. Der Titel His Dark Materials wurde aus John Miltons Paradise Lost entnommen, welches für Pullman eine große Inspiration darstellte. Nach seiner Aussage wollte er die Geschichte umdrehen und bedauere, dass dieses Werk in Englands Schulen und Universitäten kaum noch gelesen werde. In der Einleitung der englischen Ausgabe zitiert er einen Kommentar William Blakes über Paradise Lost:

“The reason Milton wrote in fetters when he wrote of Angels & God, and at liberty when of Devils & Hell, is because he was a true Poet and of the Devil's party without knowing it”

„Der Grund, warum Milton in Fesseln schrieb, als er über Engel und Gott schrieb, und in Freiheit, als er über Teufel und Hölle schrieb, ist, dass er ein wahrer Dichter und der Partei des Teufels war, ohne es zu wissen.“

Wie ein Spiegel-Rezensent es anlässlich der Film-Premiere von Der Goldene Kompass 2007 formulierte, „gilt Philip Pullmanns Romanreihe ‚His Dark Materials‘, zu der ‚Der Goldene Kompass‘ gehört, gemeinhin als latent humanistischer Gegenentwurf zu C. S. Lewis’ christlich geprägter Erlösungs- und Erweckungsmission im Lande Narnia.“
Pullman ist ein offizieller Unterstützer der British Humanist Association, einer britischen Vereinigung zur Förderung des Humanismus. Pullman nimmt zudem aktiv an der öffentlichen Debatte um Auswege aus der Klimakrise teil. So ist er Mitunterzeichner eines im Dezember 2018 veröffentlichten offenen Briefes, in welchem der Politik ein Scheitern bei der Thematisierung der Krise vorgeworfen wird und dazu aufgerufen wird, sich Bewegungen wie Extinction Rebellion anzuschließen und einen Konsumverzicht zu leisten.
Im November 2019 begann die Ausstrahlung der Fernsehserie His Dark Materials, die auf seiner literarischen Vorlage basiert.

## Werke (Auswahl)

### Serien

#### Sally Lockhart
- The Ruby in the Smoke (1985) (dt. Der Rubin im Rauch)
- The Shadow in the North/The Shadow in the Plate (1986) (dt. Der Schatten im Norden)
- The Tiger in the Well (1990) (dt. Der Tiger im Brunnen)
- The Tin Princess (1994) (dt. Das Banner des roten Adlers)

#### His Dark Materials
- Northern Lights (UK)/The Golden Compass (USA) – HDM I (1995) (dt. Der Goldene Kompass)
- The Subtle Knife – HDM II (1997) (dt. Das Magische Messer)
- The Amber Spyglass – HDM III (2000) (dt. Das Bernstein-Teleskop)
- Lyra's Oxford – HDM (2003) (dt. Lyras Oxford)
- Once Upon a Time in the North – HDM (2008)

##### Der Goldene Kompass
In einer Welt, die der unseren sehr ähnlich ist, lebt Lyra mit ihrem „Dæmon“ (einer Manifestation der eigenen Seele in Tiergestalt) Pantalaimon im Jordan College. Gerade als ihr Onkel Lord Asriel aus dem Norden zurückkehrt, um Visionen von Parallelwelten der herrschenden Kirche zu unterbreiten, verschwinden in der Gegend immer mehr Kinder. Man hört schreckliche Gerüchte über die Entführer – sie sollen den Kindern ihre Dæmonen entreißen. Auch Lyras Freund Roger ist unter den Verschwundenen. Sie will sich unbedingt auf die Suche nach ihm machen und in den Norden reisen, aber da ist noch die geheimnisvolle und faszinierende Mrs. Coulter. Diese verspricht, Lyra mit in den Norden zu nehmen. Und dann gibt es noch dieses seltsame Alethiometer, das der Rektor Lyra gegeben hat und von dem er sagte, wenn es richtig gelesen würde, sage es immer die Wahrheit. Lyra gerät immer mehr zwischen die Fronten und macht sich schließlich auf, in den Norden zu reisen.
- Philip Pullman: Der Goldene Kompass. Heyne Verlag, München 2001, ISBN 3-453-17996-X.
  - 3 Bände in Kassette: Carlsen, Hamburg 2017, ISBN 978-3-551-76405-8.
  - als Hörbuch: gelesen von Rufus Beck, Hörbuch Hamburg 2013, ISBN 978-3-86742-858-3.

##### Das magische Messer
Nachdem Lyra im Norden in eine andere Welt überwechselte, trifft sie auf den verschlossenen Will. Dieser will um jeden Preis seinen Vater retten, der Polarforscher ist. Außerdem erfahren die beiden, dass es unendlich viele Parallelwelten gibt und dass Tore in andere Welten nur mithilfe eines unschätzbar wertvollen Werkzeuges geöffnet werden können: dem magischen Messer.
- Philip Pullman: Das Magische Messer. Heyne Verlag, München 1999, ISBN 3-453-15227-1.
  - als Hörbuch: gelesen von Rufus Beck, Hörbuch Hamburg 2013, ISBN 978-3-86742-859-0.

##### Das Bernstein-Teleskop
Im Finale der Trilogie müssen Lyra und Will in die Welt der Toten steigen, um eine alte Schuld zu begleichen. Lyra will Roger um Verzeihung bitten. Dabei müssen sie Schreckliches überwinden. Die Gespenster, jene schrecklichen Schatten, die die Dæmonen der Menschen zerstören, drohen an Macht über sie zu gewinnen. Und sie wollen eine Erkenntnis gewinnen, die sie nur dort finden können. Währenddessen rüsten die Allmächtigen zu einem alles entscheidenden Kampf gegen Lord Asriel und seine Mitstreiter. Und dann ist da auch noch Mrs. Coulter, von der man bis zum Schluss nicht weiß, auf welcher Seite sie wirklich steht. Außerdem muss Lyra noch die Prophezeiung der Hexen erfüllen. Mary Malone, eine Wissenschaftlerin, die auch den Staub erforschte, wird dabei eine bedeutende Rolle spielen. Will und Lyra müssen dabei auch über ihren eigenen Schatten springen.
- Philip Pullman: Das Bernstein-Teleskop. Heyne Verlag, München 2002, ISBN 3-453-86424-7.
  - als Hörbuch: gelesen von Rufus Beck, Hörbuch Hamburg 2013, ISBN 978-3-86742-860-6.

#### The Book of Dust
Die im Entstehen begriffene Book-of-Dust-Trilogie spielt im selben Serienuniversum wie His Dark Materials und umspannt diese chronologisch. Während die Handlung des ersten Teils zeitlich vor den Geschehnissen der His-Dark-Materials-Trilogie angesiedelt ist, spielt der zweite Teil sieben Jahre nach dem Ende von Das Bernstein-Teleskop.
1. La Belle Sauvage (UK) – (2017) (dt. Über den wilden Fluss. Carlsen-Verlag)
2. The Secret Commonwealth (UK) – (2019) (dt. Ans andere Ende der Welt. Carlsen-Verlag)
3. The Rose Field (UK) – 2025

### Gegenwartsromane
- The Broken Bridge (1990)
- The White Mercedes/The Butterfly Tattoo (1992) (dt. Tödliche Missverständnisse)

### Kinderbücher
- Count Karlstein/The Ride of the Demon Huntsman (1982) (dt. Graf Karlstein)
- The Firework-Maker's Daughter (1995) (dt. Lila lässt die Funken fliegen)
- Clockwork/All Wound Up (1996) (dt. Das eiserne Herz)
- I Was A Rat! (1999) (dt. Ich war eine Ratte)
- The Scarecrow and his Servant (2004) (dt. Die Abenteuer des Baron von Krähenschreck)
- mit Illustrationen von Lorenzo Mattotti: Aladin und die Wunderlampe, deutsch von Marina Tichy. Aladin Verlag, Hamburg 2014, ISBN 978-3-8489-2041-9.

### Andere Romane
- Galatea (1976)
- The Good Man Jesus and the Scoundrel Christ (2010) (dt. Der gute Herr Jesus und der Schurke Christus; 2011), ISBN 978-3-10-059031-2.

### Sachliteratur
- Ancient Civilisations (1978)

## Auszeichnungen
- Carnegie Medal 1995 für His Dark Materials
- Nestlé Smarties Book Prize 1996 für The Firework-Maker's Daughter
- Jury der jungen Leser 2002 für His Dark Materials
- Order of the British Empire 2003
- Astrid-Lindgren-Gedächtnis-Preis 2005
- Phoenix Award Honor Book 2006 für The Shadow in the North / The Shadow in the Plate
- International Humanist Award 2008
- Companion of Literature der Royal Society of Literature 2020[4]